# Prywatne Gimnazjum Żeńskie im. Zofii Strzałkowskiej we Lwowie
Prywatne Gimnazjum Żeńskie im. Zofii Strzałkowskiej we Lwowie – polska szkoła z siedzibą we Lwowie w okresie II Rzeczypospolitej o statusie gimnazjum.

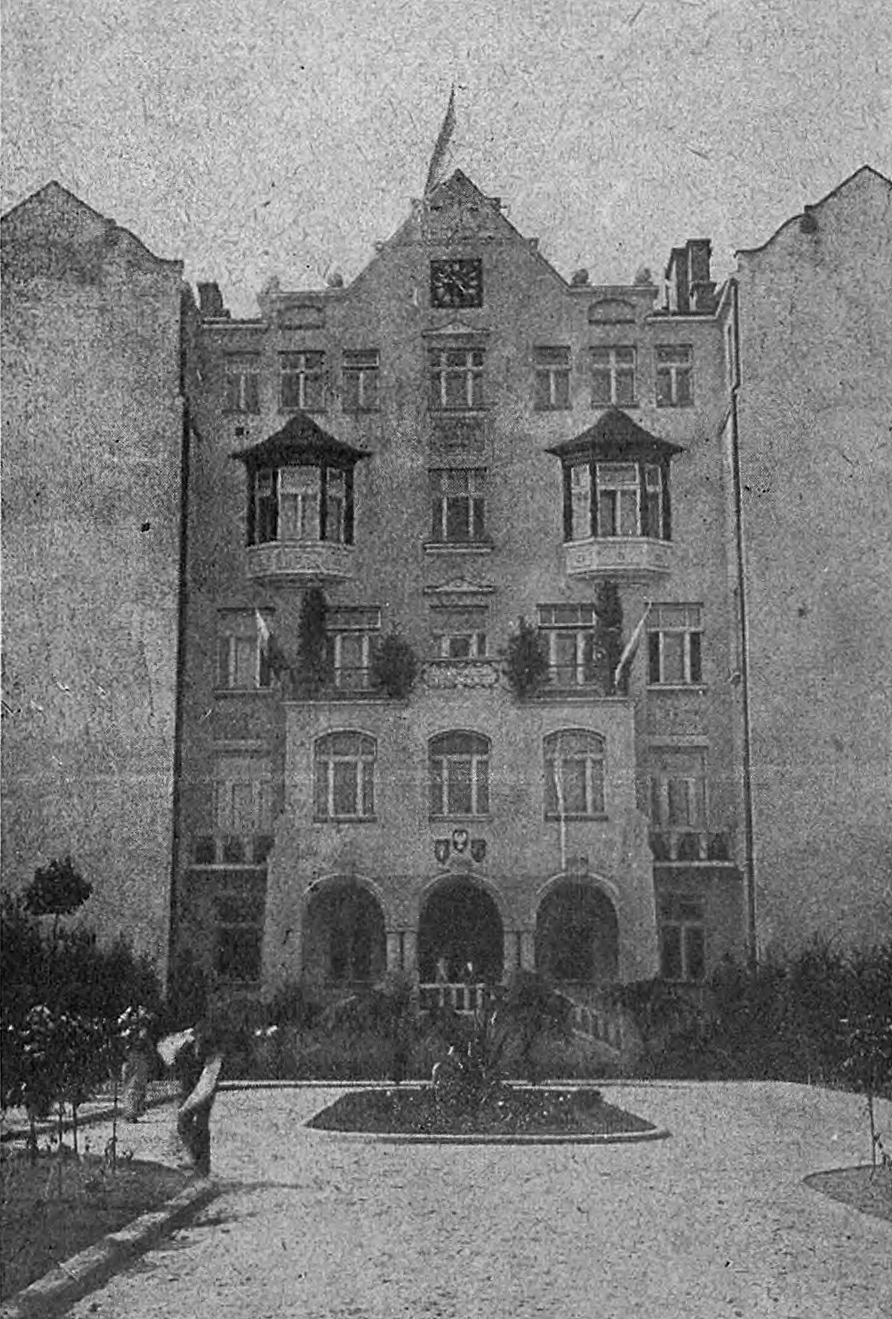
Gmach w dniu poświęcenia (1913)

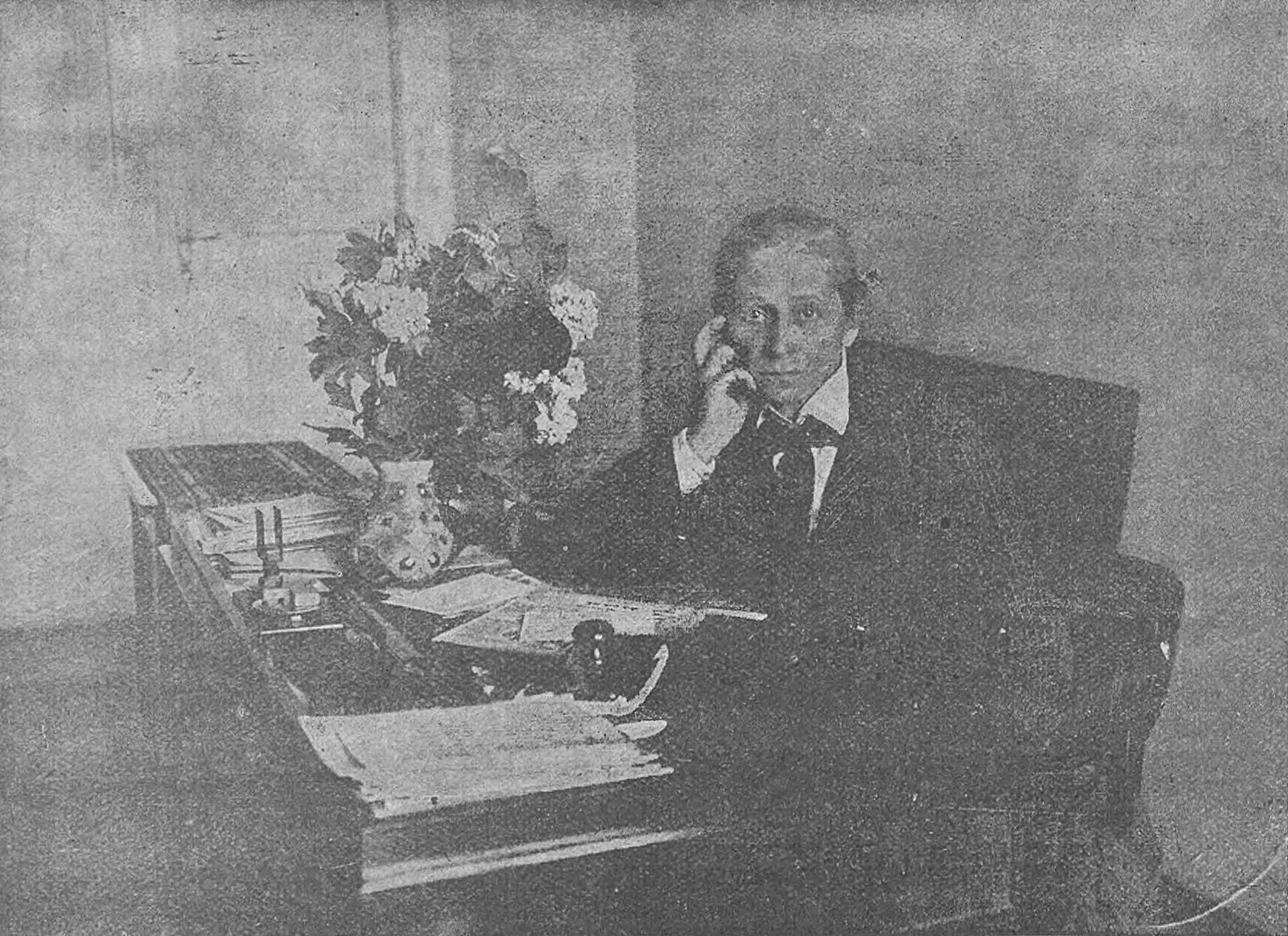
Zofia Strzałkowska

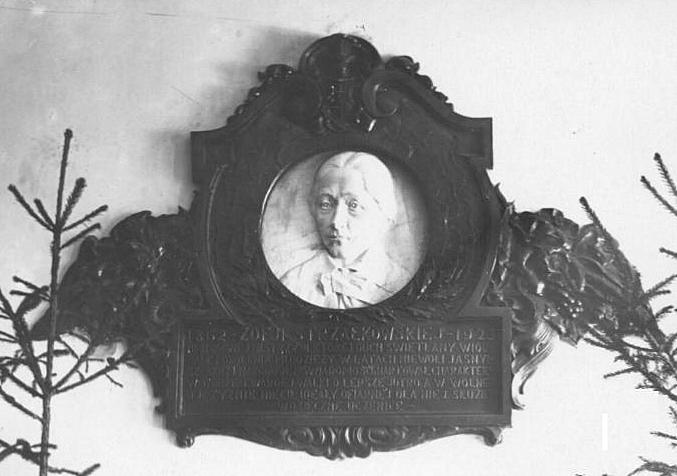
Tablica upamiętniająca Zofię Strzałkowską w westybulu gmachu szkoły (1924)

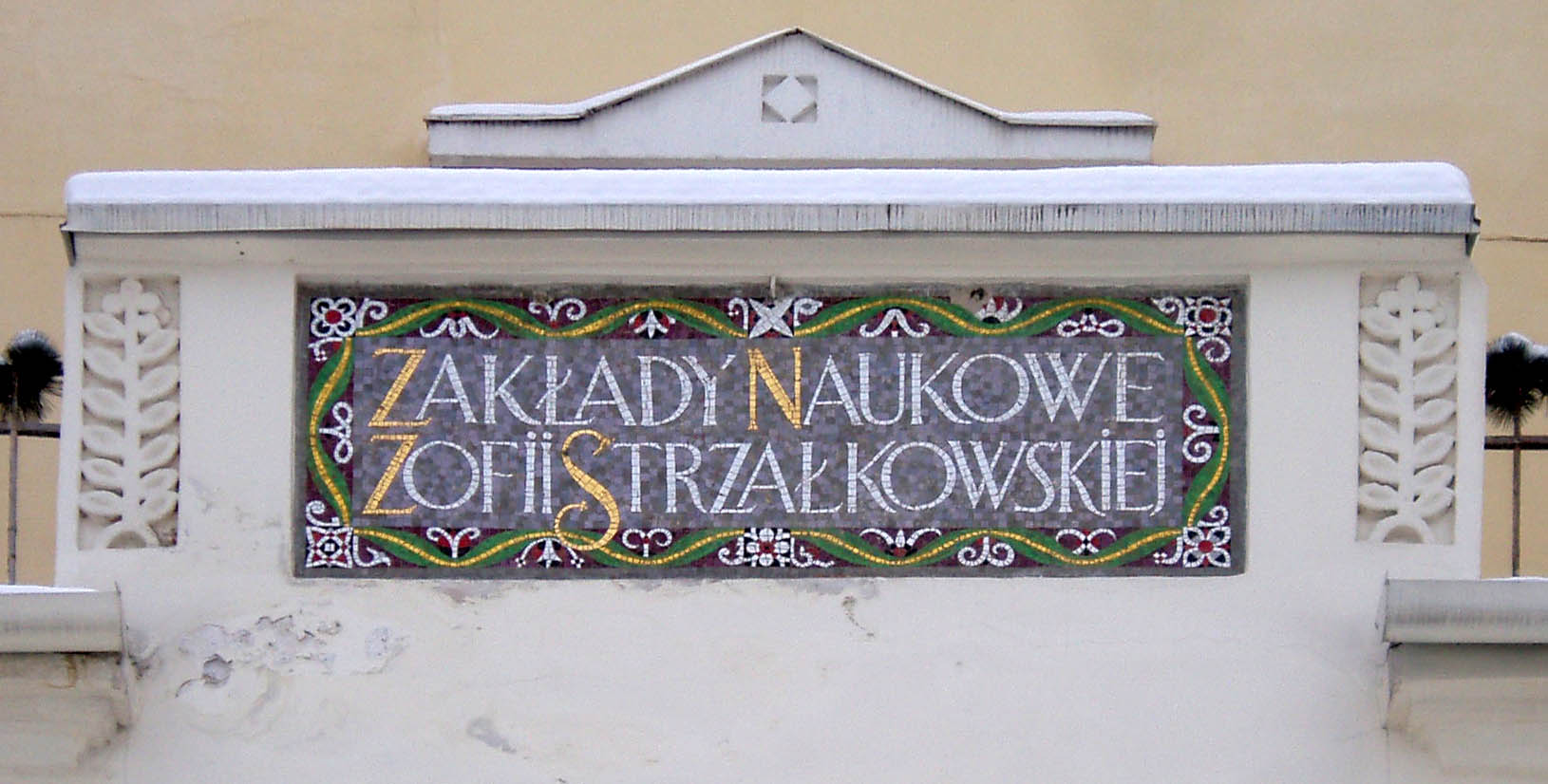
Pozostała nazwa szkoły na elewacji

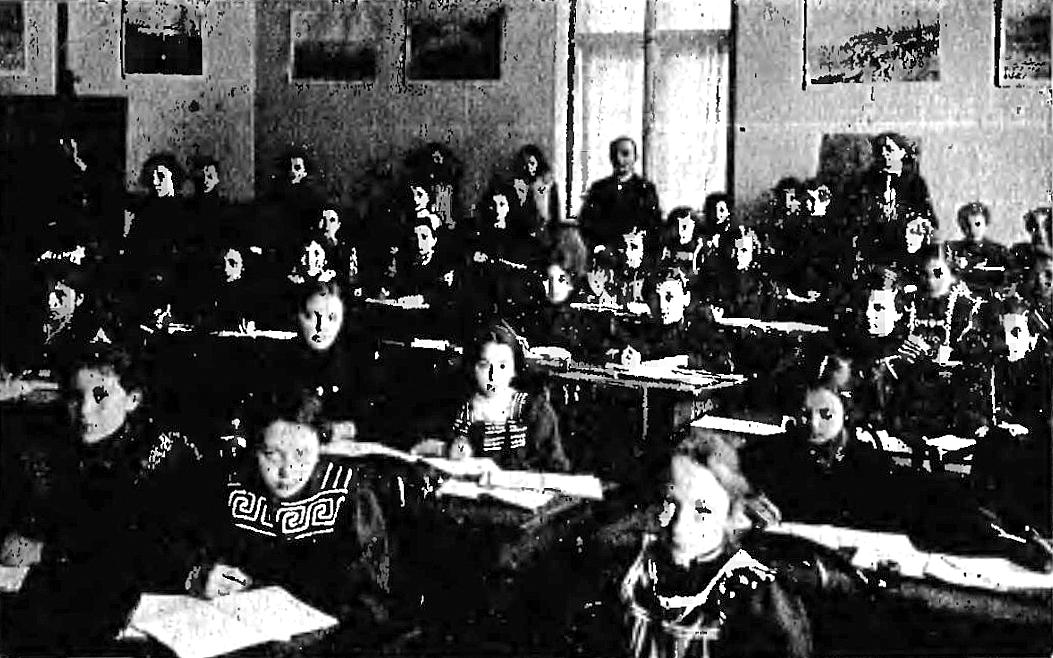
Lekcja w gimnazjum (ok. 1911)

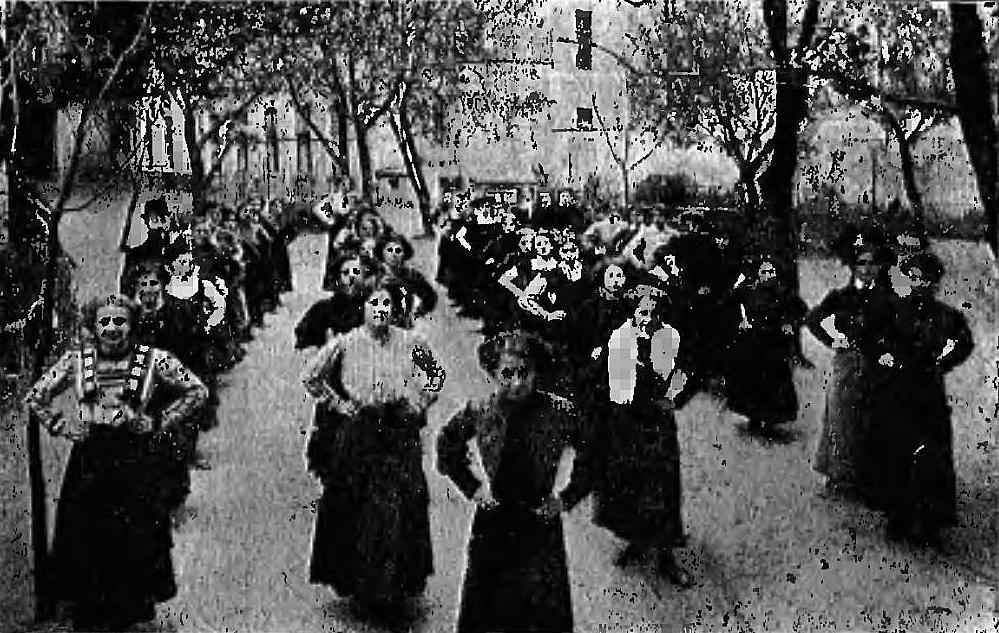
Gimnastyka uczennic (ok. 1911)

## Historia
Założycielką zakładu była nauczycielka Zofia Strzałkowska. Pierwotnie zakład został otwarty 1 września 1895 pod nazwą „szkoła średnia sześcioklasowa żeńska”. Funkcjonowały tzw. „Wyższe kursa naukowe dla kobiet” i przygotowawczy dwuletni kurs gimnazjalny, a następnie zrealizowano plan pełnej szkoły średniej, która została zatwierdzona przez C. K. Radę Szkolną 1 września 1898. Tym samym była to pierwsza na ziemiach polskich szkoła średnia dla dziewcząt z gimnazjalnym programem nauczania. W ówczesnych latach zaboru austriackiego brakowało wartościowych szkół żeńskich, a istniejące nie odpowiadały wymaganiom społecznym. W 1900 odbył się pierwszy w egzamin dojrzałości dla uczennic szkoły, który zorganizowano w C. K. Gimnazjum im. Franciszka Józefa we Lwowie. Reskryptem reskryptem c. k. Ministerstwa Wyznań i Oświaty z 23 listopada 1904 udzielono prawo publiczności czterem wyższym klasom, które odtąd przyjęły określenie gimnazjum wyższego oraz plan nauczania odpowiadający prowadzonemu w gimnazjach państwowych. Dwie najniższe klasy w szkole były kursem przygotowawczym dla klas wyższych.
Od roku 1905/1906 rozpoczęto proces przekształcania sześcioklasowej szkoły średniej w ośmioklasowe gimnazjum żeńskie z planem nauki odpowiadającym nauczaniu w gimnazjach państwowych. Z dniem 1 września 1905 otwarto I klasę ośmioletniego gimnazjum i otrzymała prawa publiczności reskryptem c. k. Ministerstwa Wyznań i Oświaty z 22 czerwca 1906. W roku szkolnym 1906/1907 otwarto II klasę gimnazjalną, która otrzymała prawa publiczności reskryptem c. k. Ministerstwa Wyznań i Oświaty z 4 maja 1907. Z dniem 1 września 1907 planowano analogicznie otworzyć III klasę. Równolegle zamykano dotychczasowe kursy przygotowawcze. Reskryptem c. k. Ministerstwa Wyznań i Oświaty z 4 maja 1907 i 15 lutego 1908 przyznano prawo publiczności dla wszystkich ośmiu klas zakładu z prawem odbycia egzaminu dojrzałości i wydawania świadectw dojrzałości. Pierwszy egzamin dojrzałości w gimnazjum odbył się w dniach od 27 maja do 1 czerwca 1907.
Na początku XX wieku szkoła działała jako „Prywatne Gimnazjum Żeńskie Zofii Strzałkowskiej we Lwowie” (posiadające prawo publiczności na mocy reskryptu c. k. Ministerstwa Wyznań i Oświaty z 4 maja 1907), wzgl. „Prywatne Gimnazjum Żeńskie z prawem publiczności Zofii Strzałkowskiej we Lwowie”.
W 1910 w szkole uczyło się 300 dziewcząt, a w roku szkolnym ogólna liczba uczennic gimnazjum i seminarium nauczycielskiego wzrosła do 522. W szkole uczono według zasad pedagogiki Montessori. Dla uczennic zakładu organizowano wycieczki naukowe po Galicji, a w nauczaniu szkolnym za sprawą założycielki kładziono nacisk na wychowanie w duchu narodowym i patriotycznym, m.in. obchodzono uroczyście rocznice związane z historią Polski, w tym powstań. Zamiarem Strzałkowskiej prowadzono nauczanie w szkole w duchu filareckich zasad „Ojczyzna, nauka, cnota”. W szkole uczyli nauczyciele, głównie lwowskich gimnazjum państwowych. Metody nauczania uchodziła za najnowocześniejsze i były przejmowane przez inne zakłady.
Gimnazjum dysponowało budynkiem od 1903. W roku szkolnym 1908/1909 do dwupiętrowego budynku dołączono skrzydło. Pod koniec pierwszej dekady XX wieku był to dwupiętrowy budynek z dwoma takimiż skrzydłami. W budynku szkoły funkcjonowało także seminarium nauczycielskie żeńskie (od 1906), przedszkole, internat dla dziewcząt zamiejscowych. W Zakładach Naukowych Zofii Strzałkowskiej działała także szkoła ludowa (4-klasowa), wobec czego cała instytucja obejmowała wszystkie typy szkolne, a jej założycielka uchodziła za pionierkę w dziedzinie wychowania kobiecego. Przy budynku istniały boisko, sala gimnastyczna, wokoło ogród, a w gmachu utworzono kaplicę do nabożeństw. Do 1913 zakład mieścił się przy ulicy Pańskiej 16. 5 czerwca 1913 szkoła wprowadziła się do własnego budynku przy ulicy Zielonej 22, poświęconego w tymże dniu przez bp. Józefa Teodorowicza. Szkołę ulokowano w czteropiętrowym gmachu, w miejscu dawnego pałacu Zamojskich. Stanowił go budynek główny i dwa skrzydła boczne. Hala łączyła oba skrzydła ze sceną i kaplicą. Od tego czasu funkcjonowały tam gimnazjum, liceum, seminarium, 4-klasowa szkoła normalna, szkoła muzyczna, ogródek freblowski, szkoła gospodarstwa domowego, szkoła robót artystycznych, internat, pensjonat, prowadzone przez Zofię Strzałkowską. Projektantem gmachu był A. Zachariewicz z firmy Zachariewicz Sosnowski. Koszt budowy gmachu wyniósł 1,5 mln koron. W czasie otwarcia wszechstronnie wyposażony budynek był z podziwem opisywany w prasie lwowskiej. Urządzono gabinety naukowe, sale do ćwiczeń muzycznych i śpiewu, biblioteki, czytelnie, sala i gabinet rysunkowy, sala amfiteatralna (do wykładowa fizyki). Prócz sal wykładowych (ulokowanych na parterze i pierwszym piętrze) urządzono w nim m.in. umywalnię, łazienki, tusze, osobne szafki na przechowanie. 
Aula w gmachu zajmowała 240 m², była wysoka na dwa piętra, zwieńczona szklanym dachem. Na drugim i trzecim piętrze znajdowały się pokoje dla pensjonariuszek szkoły, separatki do nauki, gabinety przedmiotowe, sala gimnastyczna (o powierzchni 100 m²), obszerna jadalnia-terasa, sale przyjęć, oranżeria. Korytarze szkolne były udekorowane malowidłami ściennymi. W gmachu działał system przewietrzania pomieszczeń, funkcjonujący 2-4 razy na godzinę. Na wysokości piątego piętra urządzono obserwatorium astronomiczne
Od około 1912 szkoła działała jako „Zakład Naukowy Żeński z prawem publiczności Zofii Strzałkowskiej we Lwowie”. Od roku 1913/1914 w zreorganizowanym budynku szkoły wprowadzono nowy plan pracy. W jego ramach utworzono: ogródek dziecięcy (prowadzony dla dzieci w wieku 5-7 lat według metody Froebla, zwany też ogródek freblowski), czteroletni kurs szkoły ludowej (stawiący przygotowanie dla szkoły średniej), szkoła średnia (tj. gimnazjum, w którym od III klasy rozdzielano naukę na gimnazjum klasyczne i gimnazjum realne, uczące języków nowożytnych zamiast greki), seminarium nauczycielskie żeńskie (z możliwością nauki od 15 roku życia), szkoła sztuki stosowanej (kier. Maria Tomaszewska), szkoła gospodarstwa domowego (przygotowujące kobietę do roli gospodyni i matki), szkoła muzyczna (w tym kurs dla dzieci metodą Pape-Carpentier), internat (dla uczennicy zamiejscowych).
W dniach od 2 do 25 kwietnia 1914 podopieczne Zakładu przebywały na wycieczce we Włoszech, czemu przewodził prof. Aleksander Medyński. Właścicielką oraz przełożoną zarówno zakładu gimnazjum jak i seminarium była założycielka szkoły, Zofia Strzałkowska. W roku szkolnym w gimnazjum było zapisanych 306 uczennic
Podczas I wojny światowej w sierpniu 1914 w szkole stacjonował Legion Wschodni. Później w szkole działał, zorganizowany przez Strzałkowską, szpital polowy, do czasu wkroczenia armii rosyjskiej 3 września 1915. Założycielka zakładu zdołała ponownie otworzyć naukę, jednak szkoła została zamknięta przez władze okupacji rosyjskiej. Wobec tego skierowała się na inne pole działalności społecznej, otwierając w październiku 1914 „Tanią Kuchnię dla Inteligencji”, prowadzonej w gmachu „Sokoła-Macierzy” (dziennie w tej placówce pojawiało się ok. 1500 osób). Jednocześnie nadal zabiegała o podjęcie pracy swojej szkoły, co zostało uwieńczone powodzeniem i 5 marca 1915 Zakłady Naukowo-Wychowawcze ponownie otwarto.
29 grudnia 1923 zmarła założycielka i właścicielka szkoły, Zofia Strzałkowska. Pod koniec 1924 w westybulu gmachu Zakładów Naukowych odsłonięto plakietę upamiętniającą jej osobę. Po odzyskaniu przez Polskę niepodległości władze II Rzeczypospolitej utworzyły „Zakłady Naukowe żeńskie z prawem publiczności im. Zofii Strzałkowskiej” (rozporządzeniem Ministra Wyznań Religijnych i Oświecenia Publicznego z 5 grudnia 1925 Gimnazjum Żeńskie spadkobierców Zofii Strzałkowskiej otrzymało pełne prawa gimnazjów państwowych na rok szkolny 1925/1926, tzw. prawo publiczności). W latach 20. szkoła nadal funkcjonowała w gmachu przy ul. Zielonej 22, w którym istniało osiem sal lekcyjnych, sala amfiteatralna, gimnastyczna, chemiczna, muzyczna, a ponadto park szkolny i dwa boiska. W latach 20. kontynuowano wychowanie uczennic w duchu narodowym i patriotycznym, prócz nauki organizowano wycieczki krajoznawcze, kolonie wakacyjne, przedstawienia teatralne i kinoteatralne, wystawy, koncerty, zebrania towarzyskie, Szkolną Kasę Oszczędności, wszechstronnie dbano o wychowanie fizyczne i zdrowotność, prowadzono kram przyborów szkolnych, chór, orkiestrę, koło Czerwonego Krzyża, pismo „Słoneczny Szlak”.
1 października 1926 w ramach zakładów naukowych zostało otwarte Seminarium Ochroniarsko-Gospodarcze. Powstał Związek Byłych Uczennic szkoły.
Po tzw. reformie jędrzejewiczowskiej szkoła funkcjonowała jako „Prywatne Gimnazjum Żeńskie im. Zofii Strzałkowskiej we Lwowie” i w roku szkolnym 1938/1939 posiadało uprawnienia państwowych gimnazjów ogólnokształcących.
W obecnym państwie ukraińskim działa w nim szkoła średnia nr 6.

## Dyrektorzy
Dyrektorzy gimnazjum
- Robert Klemensiewicz (etatowy prof. C. K. IV Gimnazjum we Lwowie, do ok. 1908)[39][40]
- Franciszek Bizoń (etatowy prof. C. K. IV Gimnazjum we Lwowie, od ok. 1908 do ok. 1910)[41][42][43][44]
- wakat (ok. 1910/1911)[45]
- Michał Bogusz (emer. prof. gimn., od ok. 1910/1911)[46][47][48][49]
- Włodzimierz Bursztyński (ok. 1923/1924)[50]
- Aleksander Medyński (etatowy prof. IX Państwowego Gimnazjum we Lwowie, lata 20.)[51][52][53]

Dyrektorzy Seminarium Nauczycielskiego
- Roman Moskwa (lata 20., do 1925/1926)[54][55][56]
- dr Karol Nittman (od 16 VIII 1926)[57]

Dyrektorzy Seminarium Ochroniarsko-Gospodarczego
- dr Karol Nittman (od 1 X 1926)[58].

## Nauczyciele
- dr Majer Bałaban – religia mojżeszowa
- Franciszek Bizoń – język łaciński
- Michał Bogusz – język łaciński, grecki
- Jan Bryk – język grecki
- Kazimierz Ciesielski – historia naturalna
- dr Benedykt Fuliński – historia naturalna
- Bonawentura Graszyński – język grecki
- dr Roman Jamrógiewicz – fizyka
- Robert Klemensiewicz – historia powszechna
- Marian Kukiel – historia
- Jadwiga Lechicka – historia
- Antoni Łomnicki – matematyka
- Ewa Maleczyńska – historia
- Aleksander Medyński – geografia, historia
- dr Karol Nittman – geografia, historia
- Wiktor Osiecki – geografia, historia
- August Paszkudzki – historia
- Bolesław Pochmarski – język polski
- Władysław Podlacha – propedeutyka filozofii
- Zofia Skołozdro – biologia
- dr Franciszek Smolka – język polski
- Władysław Szombara – matematyka
- ks. Szczepan Szydelski – katecheta religii rzymskokatolickiej
- dr Władysław Witwicki – propedeutyka filozofii
- dr Walenty Wróbel – język grecki
- dr Juliusz Zaleski – język polski

## Absolwentki
- Maria Kazecka – pisarka (przed 1900)
- Jadwiga Budzisz-Buynowska – malarka (1914)
- Jadwiga Jaroszewicz-Mozołowska – lekarz (1911)
- Zofia Dziurzyńska-Rosińska – malarka (przed 1916)[59]

Uczennice
- Bolesława Starmach – botaniczka
- Stefania Stipal – nauczycielka